# Naidupet
Naidupet, Naidupeta ou Nayudupeta  est une ville du district de Tirupati dans l'État d'Andhra Pradesh en Inde. 